# Hallescher Roland

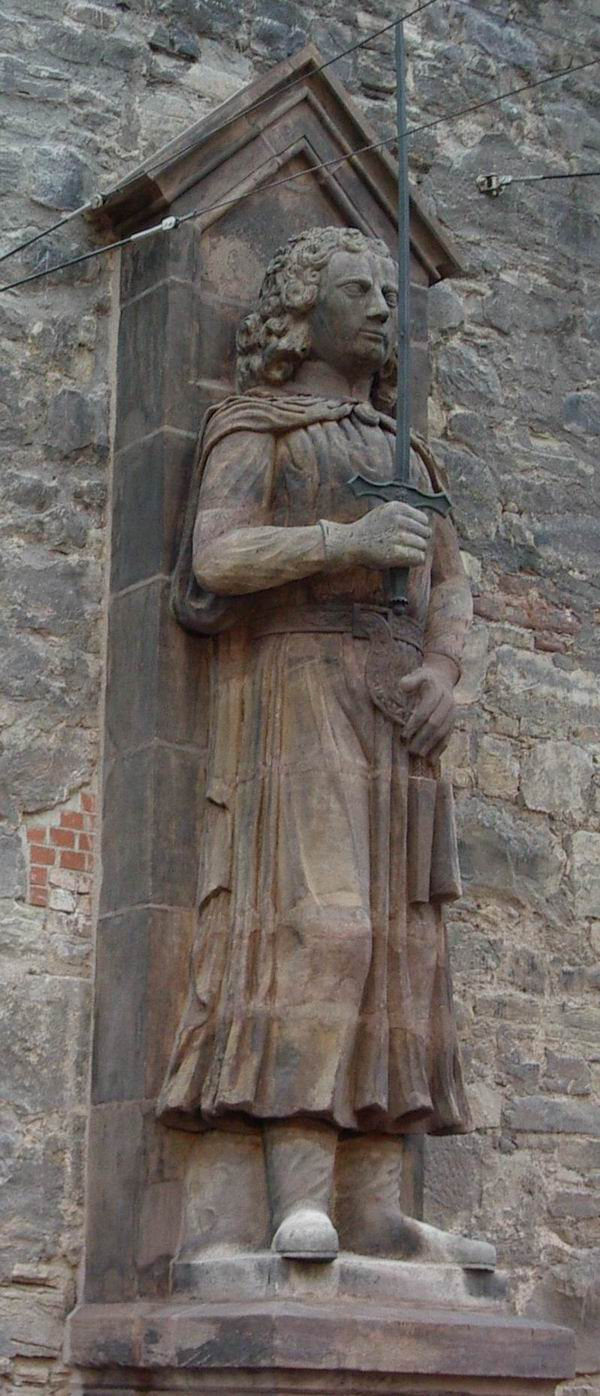
Der hallische Roland am Roten Turm (2007)

Der Hallesche Roland ist eine Roland-Statue auf dem Marktplatz der Stadt Halle (Saale). Sie ist ungefähr vier Meter hoch.

## Lage
Die Roland-Figur wechselte im Marktbereich mehrfach ihren Standort. Heute befindet sie sich an der Ostseite des Roten Turmes.

## Geschichte und Gestalt
Wie Roland-Statuen in anderen Städten, wurde sie als Zeichen der bürgerlichen Freiheit, als Sinnbild für die Eigenständigkeit der Stadt und als Symbol für die hohe Gerichtsbarkeit aufgestellt. In seiner heutigen Fassung stammt der Roland vom halleschen Bildhauer Johann George Bürger, der im Jahr 1719 eine wohl auch im Detail identische Kopie aus Stein erstellte, die wie ihr Vorgänger vier Meter hoch ist. Er nahm dabei einige Ergänzungen (Stiefel, Handschuhe, Podest) vor. Die Figur war ursprünglich aus Holz und zeitweise farbig bemalt, wie Untersuchungen der Sandsteinfigur im Jahr 2004 nachwiesen. Sie wird von Kunsthistorikern zeitlich in die Mitte des 13. Jahrhunderts (um 1245) datiert. Ungewöhnlich ist das Fehlen einer sonst üblichen Rüstung. Der hallesche Roland ist nach Aussehen und Kleidung ein Edelmann auf Pilgerschaft. Dafür sprechen insbesondere sein faltenreiches, langes Gewand und der Almosenbeutel an seinem Gürtel. Auf seinem Kopf befindet sich ein diademartiger Rosenkranz, ein Element, das sich auch bei anderen Rolanden nachweisen lässt und als Blumenkrone zu verstehen ist.
Der erste bekannte Standort war ein Hügel an der Ostseite des Marktes neben dem Rathaus. Von diesem wurde er im Jahr 1341 an die Südseite des Roten Turmes versetzt. Im Jahr 1426 wird ein Gericht vor dem Rulande czu Halle erwähnt. Auch diese Verbindung mit Rechtsbräuchen der Stadt ist typisch für Rolande. Nach den Auseinandersetzungen der Stadt Halle mit dem Landesherren Ernst von Sachsen, Erzbischof von Magdeburg, verlor Halle im Jahr 1478 fast alle Privilegien. Infolgedessen wurde der Roland von 1481/1482 bis 1513 in einem Holzhäuschen verschlossen und der traditionelle Rolandstanz verboten. Der Roland wurde im Jahr 1514 erneut zum Rathaus versetzt und dort neben die Ratswaage, im Jahr 1547 wieder an den Roten Turm. Dort verblieb er aber nur bis 1718, weil man ein neues Wachhaus an eben seiner Stelle errichtete. Bereits 1717 fertigte man ein Muster für eine Steinkopie an, so dass der Brand des Originals im Jahr 1719, das im Bauhof lagerte, keine Folgen für den Erhalt der Figur als solcher hatte. Sie wurde nun am Schöffenhaus an der Südwestseite des Marktes aufgestellt.
Als das Schöffenhaus im 19. Jahrhundert in ein Hotel garni (Zur Börse) verwandelt wurde, ließ dessen Besitzer die störende Figur in Einzelteile zerlegen. Sie wurde aber aufbewahrt und im Jahr 1854 am Roten Turm wieder aufgestellt. Im Zweiten Weltkrieg war der Roland als Schutz in einen Backsteinturm mit aufgesetzter Betonplatte eingehaust. So überstand er die Luftangriffe und den amerikanischen Artilleriebeschuss am 16. April 1945. Da aber die Kriegsschäden einen Abriss der neugotischen Umbauung des Roten Turmes notwendig machen, an deren Südostecke er stand, musste der Roland seitdem mehrfach umgesetzt werden, etwa bei der Errichtung eines neuen Umbaues im Jahr 1976 an dessen Ostseite sowie nach dem Abriss des Umbaues im Jahr 2006 direkt an die Ostwand des Turmes. Hierfür wurde der Roland erneut zerlegt und für die Zeit des Abrisses eingelagert.
Im Laufe der Jahrhunderte ist die Figur mehrfach restauriert und repariert worden. So soll die Nase von der Wiederaufstellung 1854 oder von einer Reparatur im Jahr 1885 stammen.

## Besonderheiten
Stimmt die kunstgeschichtliche Datierung, so würde es sich um den mit Abstand ältesten nachweisbaren Roland Deutschlands handeln. Zudem ist der Hallesche Roland im Gegensatz zu den übrigen Roland-Statuen in Deutschland nicht uniformiert. Vermutlich handelt es sich auch um den Roland, der am häufigsten seinen Standort wechselte. Im Jahr 1545 wohnte Martin Luther hier einer Gerichtssitzung bei und berichtete, dass zu diesem Anlass die Tür des Häuschens geöffnet wurde.